# Ugo di Sabbioneta

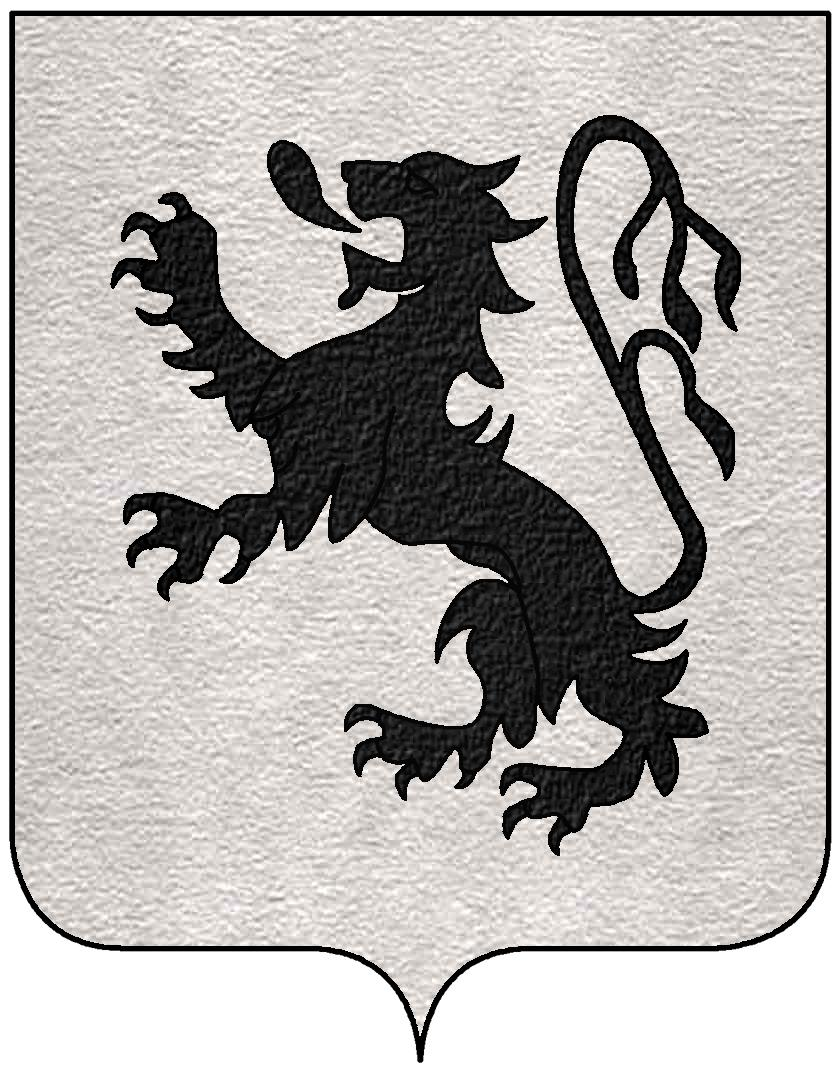
Stemma degli Ugoni-Longhi.

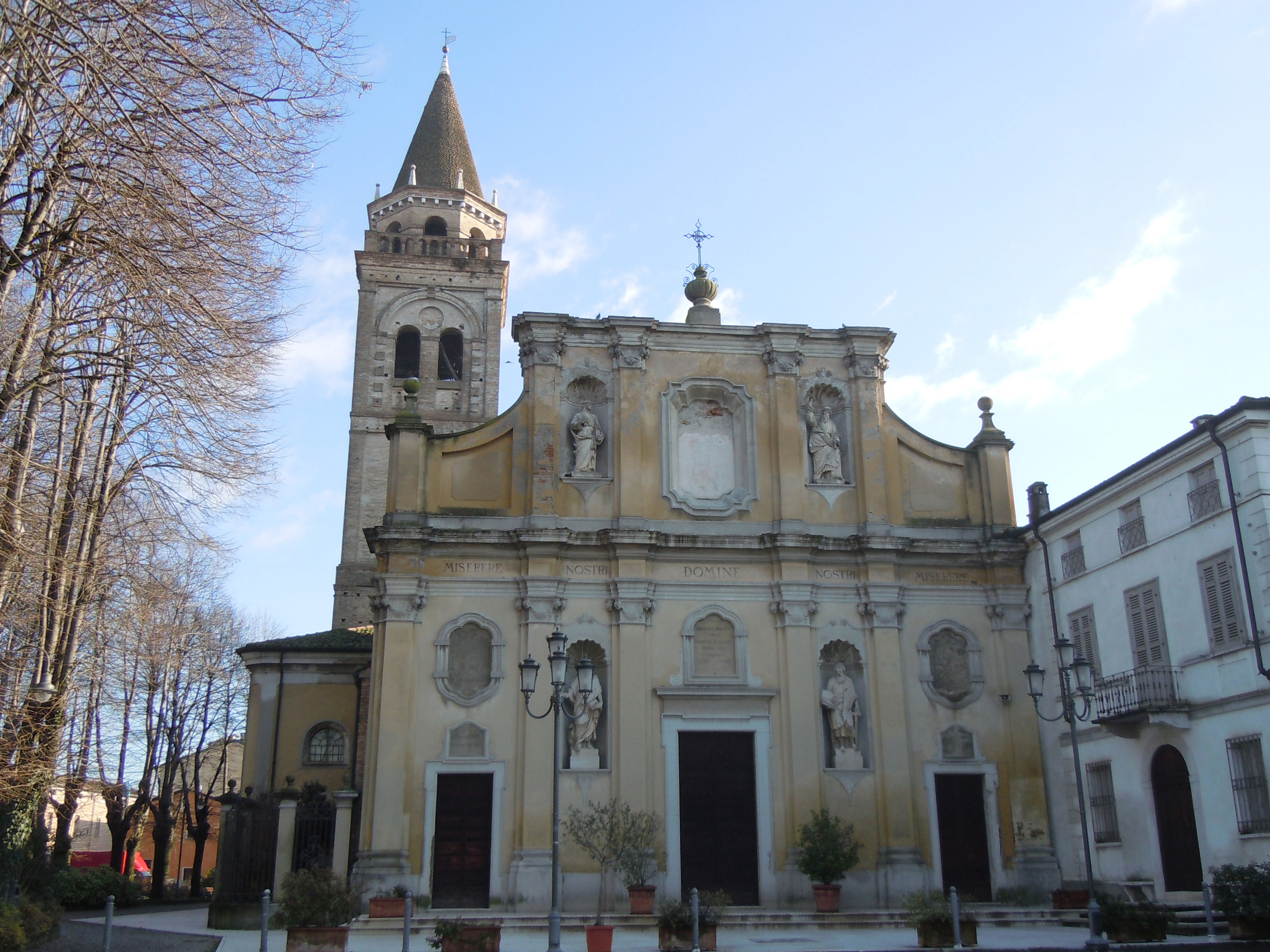
Acquanegra sul Chiese, chiesa di San Tommaso

Ugo di Sabbioneta (Sabbioneta, ... – 1105) è stato un nobile franco.

## Biografia
Poco si conosce di questo conte rurale, noto anche come Ugo III, Ugone o Ugo di Desenzano, figlio di Bosone II e della contessa Donella, sorella del conte Uberto di Parma. Nel 1091 donò alcune terre appartenenti a Sabbioneta al monastero di San Prospero in Gualtieri. Fu conte di Desenzano.
Dopo la sua morte, la moglie contessa Matilde fece una vastissima donazione all'Abbazia di San Tommaso in Acquanegra. La cessione di terre, castelli e diritti è attestata da un documento datato 8 luglio 1107 nel quale per la prima volta nella storia si fa menzione, tra molti altri luoghi tra l'Alto Mantovano e la Bassa Bresciana orientale, di un Castello Vifredi, corrispondente al paese di Castel Goffredo.

## Discendenza
Ugo sposò Matilde (?-1114), figlia di Rambaldo II di Collalto conte di Treviso e contessa di Desenzano. Ebbero due figli:
- Ugolino (?-1121) detto "del Persico", condottiero e conte di Sabbioneta
- Adelasia, sposò Guido di Parma, fratello dell'Antipapa Clemente III[5]